# Albatros D.V
|}
Albatros D.V là một loại máy bay tiêm kích được Luftstreitkräfte (Cục Không quân Đế quốc Đức) sử dụng trong Chiến tranh thế giới I.

## Quốc gia sử dụng
German Empire
- Luftstreitkräfte
- Kaiserliche Marine

 Ba Lan
- Không quân Ba Lan (sau chiến tranh)

 Đế quốc Ottoman
- Không quân Ottoman

## Tính năng kỹ chiến thuật (D.V)
Dữ liệu lấy từ German Aircraft of the First World War
Đặc tính tổng quan
- Kíp lái: 1
- Chiều dài: 7,33 m (24 ft 1 in)
- Sải cánh: 9,05 m (29 ft 8 in)
- Chiều cao: 2,7 m (8 ft 10 in)
- Diện tích cánh: 21,2 m2 (228 foot vuông)
- Trọng lượng rỗng: 687 kg (1.515 lb)
- Trọng lượng có tải: 937 kg (2.066 lb)
- Động cơ: 1 × Mercedes D.IIIaü , 150 kW (200 hp)
- Cánh quạt: 2-lá wooden propeller

Hiệu suất bay
- Vận tốc cực đại: 186 km/h (116 mph; 100 kn)
- Trần bay: 5.700 m (18.701 ft)
- Vận tốc lên cao: 4,17 m/s (821 ft/min)
- Thời gian lên độ cao: 1,000 m (3 ft) trong 4 phút

Vũ khí trang bị

- Súng: 2 × súng máy LMG 08/15 7,92 mm (0,312 in)